# Slackware
Slackware este o distribuție Linux. Slackware folosește un mod de abordare diferit de distribuții renumite cum ar fi Red Hat, Debian, Gentoo,  SUSE, sau Mandriva Linux. Poate fi descris cel mai bine ca fiind „UNIX-like”, având in vedere politica strictă de incorporare a aplicațiilor, și absența unor utilitare de configurare ce folosesc interfață grafică, precum în alte varietăți Linux. Printre partizanii Slackware există o vorbă, „când știi Slackware, știi Linux, când știi Red Hat, tot ce știi e Red Hat“.

## Istorie și nume
A

    Arch Linux

D

    Debian GNU/Linux

K

    Kali Linux

L

    Linspire

M

    MX Linux

P

    PCLinuxOS
    PLD Linux Distribution

S

    SystemRescueCD

U

    Ubuntu

Categorie:

    Distribuții Linux

Ultima versiune Slackware Linux este 13.37. Această versiune include nucleul Linux 2.6.37.6, GCC 4.5.2, KDE 4.5.5, Xfce 4.6.2, Apache 2.2.17, PHP 5.3.6. 
Începând cu versiunea 13.0, Slackware Linux este disponibil și pentru arhitectura pe 64biti, x86-64.
Versiunea 11.0 (12.2) a Slackware Linux avea inclus suport pentru ALSA, GCC 3.3.4 (cu 3.4.3 ca alternativă în /testing), nucleul Linux 2.4.33 (ca alternativă 2.6.10 in /testing), GNOME 2.6.1, KDE 3.3.2, și toate utilitarele uzuale.
Există de asemenea o versiune de teste a Slackware numită „curentă“ ce poate fi folosita pentru o distributie actualizată la zi.
Prima versiune (anunțul oficial), 1.00, a fost lansată pe 17 iulie, 1993 de Patrick Volkerding. Era bazată pe distribuția SLS Linux si oferea imagini de dischetă, care erau disponibile pe FTP. Slackware a sărbatorit a zecea aniversare pe 17 iulie, 2003.
Numele „Slackware“ provine de la termenul „slack“, așa cum este definit de Church of the SubGenius.
GNOME a fost scos din distribuția curentă, și lăsat comunității pentru suport și distribuție. Sunt disponibile alte variante GNOME destinate specific pentru Slackware:
- GNOME.SlackBuild
- GWARE

Un proiect numit Dropline oferă de asemenea pachete Gnome pentru Slackware, deși acestea ar putea avea conflicte cu sistemul.

## Filozofia design-ului

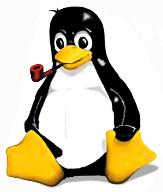
Mascota Slackware

### KISS
KISS, care este o abreviere pentru „Keep it Simple, Stupid“ („menține totul simplu, prostule“) este un concept care explică multe alegeri ale design-ului în Slackware. În acest context „simplu“ se refera la punctul de vedere al arhitecturii sistemului și nu la acel al usurinței în utilizare. Acesta este motivul pentru care sunt atât de puține unelte GUI pentru configurarea sistemului. Uneltele GUI sunt (după cum zice teoria) mai complexe, și de aceea mai predispuse la probleme decât uneltele simple în linie de comandă. Rezultatul acestui principiu este că Slackware este foarte rapid, stabil și sigur, cu avantajul ușurinței în utilizare. Criticii spun în general că asta face lucrurile prea consumatoare de timp și greu de învațat. Susținatorii spun că flexibilitatea și transparența cât și experiența acumulată în acest proces compenseaza pe deplin.

### Scripturile de startup
Slackware folosește modelul de scripturi din stilul de inițializare BSD, pe când majoritatea celorlalte distribuții Linux folosesc modelul de inițializare System V Standard. Cu System V fiecare nivel de rulare primește un subdirector pentru scripturile de inițializare, pe cand stilul BSD dă un singur script de inițializare fiecărui nivel de rulare. Susținătorii stilului BSD spun că este mai bine pentru că, cu acest sistem este mult mai ușor sa găsești, citești, editezi și să întreții scripturile. Susținătorii stilului System V spun că structura acestuia face scripturile mai puternice și mai flexibile.
Trebuie menționat faptul că compatibilitatea stilului System V a fost incorporată in Slackware, începand cu versiunea 7.0.

### Administrarea pachetelor
Concepția Slackware fata de modul de administrare al pachetelor este unică. Sistemul său de administrare al pachetelor poate instala, actualiza, sau șterge pachete la fel de usor ca și alte distribuții. Dar nu face nici o încercare de urmărire sau administrare a ceea ce este referit ca "dependințe" (ex. se asigură că sistemul are toate bibliotecile de sistem și programele pe care noul pachet "așteaptă" să le gaseasca în sistem), fiind conceput pentru un administrator care are cunoștinte despre pachetul pe care îl instalează.
Pachetele sunt în formă de fișiere tar arhivate cu utilitarul gzip care mai degrabă au extensiile .tgz decat .tar.gz. Sunt construite în așa fel, încât atunci când sunt extrase în directorul rădăcina, fișierele lor se copiază către locațiile unde trebuie să fie instalate. Este oarecum posibil (deși nerecomandabil) să instalăm pachete fără utilitarele de pachete ale Slackware, folosind doar tar si gzip, și asigurându-ne că rulăm scriptul doinst.sh, dacă unul a fost inclus in pachet.
În contrast rpm-urile Red Hat sunt arhive cpio, și deb-urile Debian sunt arhive ar. Acestea conțin informații detaliate despre dependințe si utilitarele lor de administrare al pachetelor le pot folosi pentru a găsi si instala condițiile esentiale (bibliotecile, programele, etc.). Pachetele vor refuza să se instaleze dacă condițiile esențiale nu sunt îndeplinite (deși acest lucru poate fi încălcat).
Dezbaterea pe meritele relative ale depistării sau ignorării dependințelor, deși nu așa de intensă, este oarecum evocatoare a „războiului religios“  găsit in lunga dezbatere a editoarelor de texte UNIX „vi versus Emacs“. Modul de abordare al Slackware față de problemă pare să fie bine acceptată de utilizatorii deseori tehnici pe care îi are.

#### Rezolvarea automată a dependențelor
Cu toate că Slackware nu incorporează utilitare care sa rezolve dependințele pentru utilizator prin luarea și instalarea automată a dependințelor de pe Internet, sunt câteva utilitare ale unor terțe părți care pot furniza această funcție similară cu modul în care APT o face pentru Debian Linux.
Câteva dintre aceste unelte determină dependințele prin analizarea pachetelor instalate, determinând ce biblioteci sunt necesare, și pe urmă descoperind ce pachete sunt disponibile pentru a le furniza. Acest proces automatic este consumator de timp, și mai primitiv decât metoda manual finisată a APT. Oricum, de obicei produce rezultate satisfacatoare.
- Swaret
- slapt-get
- SlackUpdate Arhivat în 2 iunie 2003, la Archive.is
- Emerde Arhivat în 10 decembrie 2003, la Wayback Machine.
- slackpkg

Slackware 9.1 avea inclus pachetul Swaret extra pe cel de-al doilea CD, dar nu il instala. Swaret a fost exclus din distribuție odată cu versiunea Slackware 10.0, dar este încă disponibil ca utilitar de terța parte. 
slackpkg este inclus în /extra începand cu Slackware 9.1.
slapt-get nu furnizează rezolvare de dependințe  pentru pachetele incluse în distribuția Slackware. Dar furnizează un context pentru rezolvarea dependințelor în pachetele compatibile Slackware asemanator cu metoda pe care o folosește APT. Mai multe surse de pachete și distribuții bazate pe Slackware se folosesc de această funcționalitate. 